# Camel (группа)
«Camel» — британская рок-группа направления арт-рок, образованная в 1971 году. Главная особенность группы — мелодичность композиций и преобладание инструментов над голосом. Несмотря на то что группа не достигла коммерческих высот Pink Floyd, Yes или Genesis, она внесла значительный вклад в развитие прогрессивного рока уникальностью своего звучания, ярко выраженной мелодичностью и структурой композиций песен.

## История
В разных источниках начало истории группы отсчитывают с начала творческой деятельности разных её в будущем составляющих музыкантов. Логичнее всего будет начать отсчёт с Эндрю Латимера, главного композитора, который единственный прошёл через все изменения составов группы.

### 1964—1968: The Phantom Four
В 1964 году Эндрю Латимер со своим братом Яном (англ. Ian Latimer) и друзьями Аланом Батчером (англ. Alan Butcher) и Ричардом Овером (англ. Richard Over) образовывают группу The Phantom Four. Под этой вывеской они играют обработки песен The Beatles и Beach Boys. Интенсивно выступая в родном городе Гилдфорде, «The Phantom Four» быстро достиг местной славы. Ритм-гитарист Ричард Овер вскоре заменяется Грэмом Купером (англ. Graham Cooper), и группа меняет своё название на Strange Brew. Таким образом группа существует до середины 1968 года, когда группу из-за женитьбы покидает Ян Латимер. Купер тоже по этой же причине вскоре уходит.

### 1969—1971: The Brew
Латимер и Батчер, оставшись вдвоём, размещают в местной газете объявление о поиске басиста. На это объявление откликается Даг Фергюсон (англ. Doug Ferguson). Новое трио, исполняющее преимущественно блюз, начало выступать под названием «The Brew». Фергюсон с самого своего появления предлагает взять в группу вместо Батчера талантливого барабанщика Энди Уорда, с которым он играл в группе «Misty». Уорд приходит в группу 15 января 1969 года в возрасте 16 лет (для сравнения: Латимеру уже было 21). Интересно, что через 8 лет Фергюсон покинет группу отчасти из-за Уорда, чьи фанковые ритмы не понравятся басисту.
Через некоторое время трио записывает своё демо «Crossroads», которое заинтересовало звукозаписывающую компанию «DJM Records». Однако группа была разочарована узнать, что они нужны лишь для сопровождения другому исполнителю — клавишнику Филиппу Гудхэнд-Тайту (англ. Phillip Goodhand-Tait). Тем не менее, в 1971 году фирма выпускает альбом Гудхэнд-Тайта с сопровождением «The Brew» «I Think, I`ll Write A Song». Альбом не принёс коммерческого успеха, и расстроенные музыканты разрывают контракт с «DJM Records». Но работа в «DJM» дала понять музыкантам, что клавишные открывают группе огромнейшие возможности. Группа даёт объявление в «The Melody Maker», на которое откликается Питер Барденс, имевший на то время уже приличное резюме и даже 2 сольных альбома — «The Answer» (1970) и «Write My Name In The Dust» (1971). Можно заметить, что некоторые композиции из этих альбомов (в частности, «Homage to the God of Light» и «The Answer») Camel в будущем будет с успехом исполнять на концертах.
Вскоре после первого совместного концерта 8 октября 1971 года всех четверых музыкантов как единого коллектива под названием «On» (бывшая группа Барденса), группа изменила название на «Camel» и впервые выступила под таким названием 4 декабря 1971 года в Уолхэмском колледже лесного хозяйства на разогреве у «Wishbone Ash».

### 1972—1984

#### Camel
В августе 1972 года группа подписала контракт с MCA Records и в 1973 году выпускает свой дебютный одноимённый альбом. Альбом состоял из 7 несвязанных между собой песен, в основном написанных Латимером и Барденсом (не в соавторстве). Уже тогда Camel начинает формировать своё собственное уникальное звучание — на протяжении всего альбома попеременно солируют гитара и меллотрон. Альбом не принёс большого коммерческого успеха, и MCA Records не продлевает с ними контрактов. Но к тому времени группа уже имеет собственный менеджмент в лице Джефа Джукса (англ. Geoff Jukes) и Макса Хола (англ. Max Hole). Camel переходит к Decca Records, где будут выходить её альбомы в течение 10 лет. В это время начинается совместное творчество Латимера и Барденса. Группа много выступает и зарабатывает себе хорошую репутацию «живого» исполнения.

#### Mirage
В 1974 году выпускают свой второй альбом — Mirage. Композиции в «Мираже» гораздо более совершенны и отточены по сравнению с предыдущим альбомом. Появляются первые совместные работы Латимера и Барденса — «Earthrise» и «Lady Fantasy». Хотя по-прежнему, как правило, солируют гитара и клавишные, добавляется флейта Латимера. Обложка альбома, похожая на лицевую сторону пачек сигарет «Camel», вызвала претензии со стороны американского филиала сигаретной компании, из-за чего в США пластинка была выпущена с другой обложкой. В Европе подобных претензий не было, поскольку Джеф Джукс уже успел договориться с европейским отделением компании о выпуске маленьких пачек сигарет (на 5 штук) с оригинальной обложкой альбома и списком песен. Также группе было предложено переименовать некоторые песни соответственно интересам компании (например, «Двадцать в пачке», англ. "Twenty to the Pack"), позволить рекламу сигарет и их бесплатную раздачу на концертах. Последнее действительно имело место (по договорённости с Джуксом), о чём музыканты не знали. Когда тайное стало явным, группа резко выступила против, а Питер Барденс иронически предложил сочинить песню под названием «20 палочек рака» (англ. Twenty Sticks of Cancer).

#### The Snow Goose
В 1975 году Camel выпускают третий, уже концептуальный, альбом — The Snow Goose (с англ. — «Белый гусь»), вдохновлённый детской повестью Пола Гэллико «Белая гусыня». Альбом, как и пьеса, был главным образом направлен против войны. Группа пыталась связаться с Полом Гэллико для того, чтобы тот написал тексты песен к альбому, но он отказался, поскольку название группы у него ассоциировалось исключительно с одноимённой сигаретной компанией. Из-за этого альбом получился полностью инструментальным. Также Гэллико пригрозил иском против названия альбома, после чего альбом вышел с небольшой надписью вверху «inspired by» (с англ. — «вдохновлённый...»). Но разбирательства с Гэллико никак не мешали продажам альбома. The Melody Maker назвал Camel наиболее подающим надежды коллективом, выдав им награду «Brightest Hope» (с англ. — «самая яркая надежда»). После выхода Снежного гуся у группы сформировалась устойчивая база фанатов. 17 октября 1975 года Camel представил The Snow Goose вместе с Лондонским Симфоническим Оркестром в Роял Альберт Холле.

#### Moonmadness
В период 1976—1977 годов Camel продолжают усложнять свою музыку. В 1976 году выходит их четвёртый альбом — Moonmadness. Этот альбом стал последним, записанным в «золотом» составе. Альбом приобрёл достаточно широкое признание в США. В Великобритании альбом также занял 15 место в чартах, что является для группы непревзойдённым рекордом.
Camel постепенно уходил в сторону джаза. Изменение в звучание группы принёс саксофонист Мел Коллинз, пришедший в группу в 1976 году. Никогда не считаясь официальным членом группы, он, тем не менее, проводил в составе Camel много времени в студии и участвовал в концертах вплоть до 1985 года. Энди Уорд, барабанщик, начинает экспериментировать с ритмами, делая их гораздо более сложными, чем раньше. Это не отвечает ни интересам, ни способностям басиста Дага Фергюсона, который в начале 1977 года ушел из группы навсегда.
На место Фергюсона пришёл Ричард Синклер, бывший басист кентерберийской группы Caravan. В таком составе Camel выпуслита пятый, наиболее джазовый, студийный альбом Rain Dances.

#### Breathless
Звукозаписывающая компания и менеджмент усиливают давление на группу, требуя от них хитов-синглов. Усиливаются противоречия между двумя лидерами группы, Эндрю Латимером и Питером Барденсом. У группы также меняется продюсер — теперь за звучание Camel ответственен Мик Глоссоп.
Выпущенный в 1978 году альбом Breathless слегка шокировал фанатов необычной смесью поп-музыки, джаза и прогрессива. Альбом дошёл до 26 места в чартах Великобритании и быстро покинул их.
30 июля 1978 года, перед турне в поддержку альбома, разногласия между Латимером и Барденсом достигли предела. Питер Барденс покинул группу.
Эндрю Латимер и Энди Уорд, единственные, оставшиеся с первоначального состава музыканты, решают расширить диапазон звучания и приглашают двух клавишников — двоюродного брата Ричарда Синклера Дейва Синклера и Яна Шелхааса для сопровождения Camel в турне. Тур продлился около трёх месяцев. Давление менеджмента на группу привело к уходу Дейва и Ричарда Синклеров из группы и возврату к кентерберийской музыке.

#### I Can See Your House from Here
После прослушивания альбома группы «Happy the Man» в 1979 году Латимер и Уорд решают пригласить игравшего там клавишника Кита Уоткинса. По рекомендации в группу был взят басист Колин Басс, играющий в Camel и сегодня. Ян Шелхаас остался в Camel после турне «Breathless».
Приглашённый Кит Уоткинс произвёл впечатление на всех своей техникой игры. Колин Басс и Энди Уорд отлично сработались вместе.
Обновлённый Camel работал практически весь 1979 год, давая концерты и работая в студии. Альбом, вышедший в 1979 году, задумывался называться «Endangered Species», но в последнюю минуту группа сменила его название на «I Can See Your House From Here». Это название, взятое из пошлого анекдота про Иисуса Христа, принесло группе много проблем, как от фанатов, так и от рекламодателей.

#### Nude
Интенсивный график работы не благоприятствовал работе музыкантов. Незадолго до записи нового альбома, «Nude», Кит Уоткинс временно покидает Camel, хотя в турне в поддержку альбома всё-таки поучаствует, после чего опять на время уйдёт.
Энди Уорд всё больше увлекался алкоголем и наркотиками. В середине 1981 года, во время турне в поддержку «Nude», он пытался покончить жизнь самоубийством, вскрыв себе вены. Его удалось спасти, но играть он ещё некоторое время не мог. Из-за этого оставшаяся часть тура была отменена, музыканты временно распущены, а запись следующего альбома приостановлена.

#### The Single Factor
Внутренние проблемы группы не заботили звукозаписывающую компанию Decca Records, с которой их связывал контракт на выпуск конкретной продукции. Компания больше не хотела ждать выздоровления Энди Уорда, из-за чего группе пришлось искать барабанщика. Так Латимер остался единственным музыкантом из первоначального состава.
«The Single Factor» был записан и выпущен в апреле 1982 года. В записи участвовало множество известнейших музыкантов, хотя на правах действующего члена группы оставался лишь один Эндрю Латимер. Поскольку в соседней студии записывались Alan Parsons Project, музыканты познакомились между собой. Так к записи были привлечены вокалист Крис Рэйнбоу (англ. Chris Rainbow) и басист Дэвид Пэтон (англ. David Paton), который, помимо участия в Alan Parsons Project, основал в начале 1970-х годов группу Pilot. Помимо них, в альбоме играли Энтони Филлипс (гитарист Genesis первого состава), Фрэнсис Монкмон (Sky, англ. Francis Monkmon), приглашённые барабанщики Симон Филипс (The Who, Джефф Бек, Toto, англ. Simon Phillips), Грэм Джарвис (играл с Клиффом Ричардом, англ. Graham Jarvis), Дейв Маттакс (Fairport Convention, англ. Dave Mattacks). Также в записи песни Sasquatch на клавишных играет Питер Барденс, основавший Camel и ушедший из него в 1978 году.
Случай с Энди Уордом Эндрю Латимер не хотел афишировать, поэтому замена барабанщика объяснялась травмой руки. Спустя почти 10 лет Энди Уорд раскрыл правду в интервью журналу «Q».
Такая вынужденная запись, несмотря на именитых музыкантов, участвовавших в ней, не могла не сказаться на качестве альбома. Сама группа, была недовольна как минимум расположением песен. На сайте «Арт-рок кафе» «The Single Factor» назван «попсовым песенным альбомом».
Тур в поддержку «The Single Factor», как написано на официальном сайте Camel, был глотком свежего воздуха для Эндрю Латимера, которому он так был необходим. Оптимистичный характер Криса Рэйнбоу, Дэвида Патона и других поддерживал хорошее настроение на протяжении всего тура. К третьей поездке Camel присоединился и Кит Уоткинс. Позже Латимер назовёт это турне самым весёлым, в котором он когда-нибудь участвовал (англ. the funniest tour I've ever been on).
Однако всё это является лишь небольшой передышкой перед ещё большими проблемами. Энди Уорд оскорблён тем, что «The Single Factor» был выпущен без его участия. Так, в январе 1983 года он официально уходит из группы, оставляя своим адвокатам решать вопрос о его правах на название группы. В январе 1969 года Уорд присоединился к Латимеру и Фергюсону в трио The Brew.
Уход Уорда оставил Латимеру тяжёлый выбор между необходимостью делать музыку и решать юридические проблемы. Бывший менеджер Camel Джефф Джукс, оставивший группу ещё в 1978 году после ухода Питера Барденса, теперь требует выплаты якобы задолженных ему комиссионных. Через 5 лет судебная тяжба была выиграна Латимером, но сил на музыку из-за этого практически не оставалось.

#### Stationary Traveller
В 1983 году Латимер связывается с клавишником Тоном Шерпензилом из голландской прог-рок-группы Kayak, с которым он задумывает следующую работу Camel — «Stationary Traveller», концептуальный альбом, посвящённый разделению Берлина на 2 части.
Stationary Traveller выходит в апреле 1984 года. По традиции после его выхода Camel готовится к турне. Возвращается в Великобританию уехавший за её пределы в 1981 году басист Колин Басс и вновь присоединяется к Camel. Крис Рэйнбоу и Пол Барджесс (Jethro Tull, 10cc, англ. Paul Burgess), который участвовал и в записи альбома, присоединяются к туру. Голландец Тон Шерпензил мало участвует в туре, поскольку боится летать на самолётах.
1984 год окончился для Camel «высокой нотой»: продюсер Майк Мэнсфилд, услышав группу, захотел включить Camel в свой готовящийся телесериал «Mirror Image» для английского канала Channel 4.
Съёмки концерта дадут материал для выпущенного вскоре «живого» альбома, а также для DVD «Pressure Points». Группа хочет включить в записи весь концерт, но из-за проблем освещения первая половина концерта кажется Мэнсфилду слишком тёмной.
На протяжении тура к Camel к радости фанатов присоединился Ричи Клоуз (англ. Richie Close). Он умер примерно спустя 5 лет от легионеллёза.
В 2004 году к 20-летию альбома на собственной фирме Camel Productions была выпущена ремастированная версия. В ней открывающая оригинальный альбом инструментальная композиция Pressure Points была заменена на новую песню In the Arms of Waltzing Frauleins, а в качестве бонуса был Pressure Points extended mix со включением отрывков из других композиций альбома. Это вызвало неоднозначную реакцию критиков и слушателей. Многие посчитали, что так вольно обращаться с классическим концептуальным альбомом не пристало даже автору. К 25-летию альбома в 2009 году фирмой Cherry Red Records альбом был выпущен с оригинальным порядком вещей и двумя бонусами — In the Arms of Waltzing Frauleins и Pressure Points extended mix.

### 1985—1991
Судебный процесс с Джеффом Джуксом затягивается. Decca Records, ныне принадлежащая PolyGram, опять требует нового материала. У Латимера практически готов новый альбом, «Dust and Dreams», но из-за судов сейчас не до музыки. В последний момент Эндрю Латимер, исследуя старые контракты, обнаруживает, что некоторые обязательства Gama Records не были выполнены в ходе сотрудничества. Заручившись поддержкой прежних музыкантов группы^ Питера Барденса, Дага Фергюсона и Энди Уорда — 25 марта 1985 года Camel подаёт встречный иск к Джуксу. Вскоре Джукс предлагает мировую. В целом, это была больше моральная победа, нежели финансовая — после оплаты услуг адвокатов и общих расходов у группы осталось «достаточно денег, чтобы купить обед на одного в бистро».
Новые владельцы компании не настроены сотрудничать с Camel. 10 апреля 1985 года Латимер разрывает контракт с Decca Records. Camel вынужден искать другую, более демократично настроенную к музыкантам звукозаписывающую компанию. Проявляет интерес лишь небольшая EG Records, где записывались Роберт Фрипп (King Crimson), Брайан Ино (Roxy Music) и другие. Контракт с EG Records казался многообещающим шагом. Переговоры шли около полугода, после чего руководство компании спросило Латимера, почему Питер Фрэмптон больше не в группе, спутав группу, по-видимому, с его проектом Frampton's Camel.
Разочарованный Эндрю Латимер прерывает переговоры. В середине 1988 года он делает решительный шаг — продаёт свой дом в Лондоне и уезжает в Америку. Он думал сделать небольшой годовой творческий отпуск, но за время пребывания в Америке он понимает, что в Великобритании ему не найти достойной звукозаписывающей компании. Латимер переделывает вторую половину Dust and Dreams, а на деньги, вырученные от продажи лондонского дома, строит небольшую студию, где записывает и продюсирует новый альбом.

### Dust and Dreams
Даже после записи альбома на собственной студии Латимера лейблы звукозаписи не хотят выпускать его. После некоторых бессмысленных переговоров Латимер вместе со своей женой Сюзан Хувер основывают свою компанию звукозаписи под названием Camel Productions. Camel Productions непосредственно и выпустили альбом.
После выпуска альбома Camel Productions достигли большого коммерческого успеха. Поскольку компания имела дело непосредственно с дистрибьютерами, знающими Camel, продажи альбома взлетели. Camel начали организовывать кругосветный тур, а также договариваться с компанией MCA насчёт передачи их прав на первый альбом группы Camel Productions. Так компания, фактически, начала свою деятельность с выпуска самого нового (на тот момент) и самого старого альбома группы.
Во время постройки студии Латимер случайно нашёл старые записи на плёнках. Отремастировав их, Camel Productions выпустила их на продажу в 1992 году как On the Road 1972 (как сказано на официальном сайте Camel, Латимер не любил дорогостоящие и некачественные бутлеги). Обложка альбома была вдохновлена присланной на год ранее фанатом наклейкой на бампер машины.
В августе 1992 года Camel готовы к турне. Пол Барджесс вернулся за барабаны, за клавишные был приглашён Мики Саймондс (Fish, Майк Олдфилд, англ. Mickey Simmonds). На бас-гитаре играет всё тот же Колин Басс.

### 1992—2007: возрождение и новый перерыв
Пять лет проходит в молчании. В 1996 году выходит меланхоличный альбом Harbour of Tears, посвящённый отцу Латимера. Через три года, 1999 году, Camel выпускает Rajaz («раджаз» — стихотворный размер в арабской поэзии), наполненный восточными мотивами.
Весной 2001 года Camel отменил давно ожидаемый тур по Южной и Центральной Америке. Этот сегмент был перенесён с ноября 2000 года в связи с более ранними обязательствами музыкантов группы, а также необходимостью вернуться Латимеру из-за повреждённого колена. Перенос концертов не отразился на успехе турне — и в южном полушарии Camel получил тёплый приём поклонников группы.
3 марта группа была включена в серию телепередач «Top Ten» (рус. Высшая десятка прогрессив-рока) британского «Channel 4», которая включала в себя интервью с первоначальными музыкантами группы. В передаче Эндрю Латимер дал понять, что он целиком несёт ответственность за современное звучание группы, и что никогда за новыми экспериментами не будут забыты «корни» Camel.
В 2002 году от рака умер давно ушедший из группы Питер Барденс. Латимер посвятил ему вышедший в том же году альбом A Nod and a Wink. Вскоре после его выхода Camel совершил The Last Farewell Tour («Прощальный Тур»). Несмотря на название тура, группа существует и по сей день.
В 2007 году Сюзан Хувер сообщила, что Латимер с 1992 года болен истинной полицитемией — доброкачественным заболеванием крови, впоследствии прогрессировавшим в миелофиброз. По этой причине в 2007 году Camel прервала мировой тур. В конце того же года Латимер перенес операцию по пересадке костного мозга. Восстановительный период затянулся на несколько лет, в течение которых группа не давала концертов и не выпускала нового материала.

### 2012: возвращение
В 2012 году Латимер объявил о возвращении на сцену. В следующем году Camel заново записывает в студии один из лучших своих альбомов, знаменитый The Snow Goose. Новая версия альбома вышла 4 ноября с новым оформлением и слегка изменёнными аранжировками. Camel и отправляется с ним в масштабный концертный тур. В 2015 году группа проводит европейские гастроли, а в 2016 — тур по Японии.
В мае 2016 года Латимер на официальном сайте Camel объявил об уходе из группы многолетнего клавишника Тона Шерпензила. Вместо него на концертах в Японии играл Пит Джонс — 36-летний мультиинструменталист, владеющий клавишными, гитарой и саксофоном. Примечательно, что Джонс является слепым с младенчества: в 15-месячном возрасте он потерял зрение из-за ретинобластомы. Джонс играет полностью на слух, но, несмотря на это, по словам Латимера Camel звучат с ним так, будто играют вместе уже 40 лет. В 2017 году выходит концертный DVD Ichigo Ichi, записанный в Токио в мае 2016 года.
В 2018 году Латимер принял участие в качестве сессионного гитариста в новом альбоме Kayak Seventeen. Осенью того же года состоялось несколько концертов Camel в Европе, один из которых в лондонском Royal Albert Hall 17 сентября 2018 был записан и вышел на DVD и Blue Ray.

## Стилистика Camel
Музыкальный стиль, в котором творили Camel, достаточно трудно определить. По традиции и многим другим факторам (много концептуальных альбомов, продолжительность композиций и оригинальность звучания) группу относят к прогрессивному року, однако лидер группы, Эндрю Латимер, с этим не согласен, о чём свидетельствует его интервью с Клеменсом Стинвигом (англ. Clemens Steenweg) 19 октября 2003 года в Нидерландах, во время тура The Last Farewell Tour:

Клеменс Стинвиг: […]Как бы вы могли определить музыку Camel?

Эндрю Латимер: Прежде всего, вы знаете, это действительно эмоциональная музыка, я думаю. Я не думаю, что это прогрессив, вы знаете, что мы делаем примерно одно и то же уже 30 лет. Думаю, здесь нет большого прогресса, ха-ха! Нет, я не знаю как определить музыку Camel, это очень трудно.[…] Если вы хотите называть музыку Camel прогрессивным роком, я не против, но я хотел сказать, что это не тот термин, который я бы употребил.

Возможно, из-за этого интервью, а также из-за того, что группа звучит мелодично и мягко, её относят к арт-року, хотя термины сами по себе практически идентичны.

### Влияние джаза
Иногда в стилистику группы приписывают и джаз-рок (в дополнение к прогрессивному року). Так, например, некоторые источники относят Camel к «классическому симфоническому прогрессиву с небольшими примесями джаз-рока». Возможно, это происходит из-за вышедшего в 1977 году альбома Camel Rain Dances, влияние джаза на который наиболее очевидно (композиции Unevensong, One of These Days I`ll Get an Early Night).

### Кентербери
Также группу часто относят к кентербери, однако «классической» кентерберийской группой вроде The Soft Machine или Caravan Camel не считают нигде. Эндрю Латимер и Питер Барденс также сами по себе были мало связаны с кентерберийской сценой. На страницах https://web.archive.org/web/20061229153235/http://www.rarevinyl.net/canterbury.htm и на https://web.archive.org/web/20060118105451/http://www.macgraphic.co.jp/ich/, посвящённых кентерберийской сцене, Camel употребляется лишь как группа, в которую в своё время перешли некоторые кентерберийские музыканты (одно время половину группы составляли музыканты группы Caravan, см. Интересные факты). Вероятно, поэтому группу и причисляют к кентербери.

## Состав

### «Золотой» состав
- Эндрю Латимер (англ. Andrew Latimer) — гитара, акустическая гитара, вокал, флейта, блок-флейта, клавишные, бас-гитара (1971—наши дни)
- Энди Уорд (англ. Andy Ward) — ударные (1971—1981)
- Питер Барденс (англ. Peter Bardens) — клавишные, вокал (1971—1978; умер в 2002 году)
- Даг Фергюсон (англ. Doug Ferguson) — бас-гитара, вокал (1971—1977)

### Текущий состав
- Эндрю Латимер — гитара, акустическая гитара, вокал, флейта, блок-флейта, клавишные, бас-гитара (1971—наши дни)
- Колин Басс (англ. Colin Bass) — бас-гитара, вокал, акустическая гитара (1979—1981, 1984—наши дни)
- Дэннис Клемент (англ. Denis Clement) — ударные, бас-гитара (2000—наши дни)
- Пит Джонс (англ. Pete Jones) — клавишные, вокал (тур 2016—наши дни)

### Бывшие участники
| - Энди Уорд (англ. Andy Ward) — ударные (1971—1981) - Питер Барденс (англ. Peter Bardens) — клавишные, вокал (1971—1978; умер в 2002 году) - Даг Фергюсон (англ. Doug Ferguson) — бас-гитара, вокал (1971—1977) - Мэл Коллинз (англ. Mel Collins) — саксофон, флейта (1977—1979; тур 1976—1977) - Ричард Синклер (англ. Richard Sinclair) — бас-гитара, вокал (1977—1979) - Ян Шелхаас (англ. Jan Schelhaas) — клавишные (1978—1981) - Дейв Синклер (англ. Dave Sinclair) — клавишные (1978—1979) - Кит Уоткинс (англ. Kit Watkins) — клавишные, флейта (1979—1981; тур 1982) - Крис Рейнбоу (англ. Chris Rainbow) — вокал, клавишные (1982—1991; умер в 2015 году) | - Дэвид Патон (англ. David Paton) — вокал, клавишные (1982—1984) - Пол Барджесс (англ. Paul Burgess) — ударные (1984—1992) - Микки Симмондс (англ. Mickey Simmonds) — клавишные (1991—1992) - Фосс Паттерсон (англ. Foss Patterson) — клавишные (тур 1997) - Дэйв Стюарт (англ. Dave Stewart) — ударные (1997—2000) - Гай ЛеБланк (англ. Guy LeBlanc) — клавишные, вокал (2000—2015; умер в 2015 году) - Тон Шерпензил (англ. Ton Scherpenzeel) — клавишные (1984, 1991, 1999; тур 2003, 2014—2016) - Джейсон Харт (англ. Jason Hart) — клавишные, акустическая гитара, вокал (тур 2013—2016) |

## Дискография

### Студийные альбомы
- 1973 — Camel
- 1974 — Mirage
- 1975 — The Snow Goose
- 1976 — Moonmadness
- 1977 — Rain Dances
- 1978 — Breathless
- 1979 — I Can See Your House from Here
- 1981 — Nude
- 1982 — The Single Factor
- 1984 — Stationary Traveller
- 1991 — Dust and Dreams
- 1996 — Harbour of Tears
- 1999 — Rajaz
- 2002 — A Nod and a Wink
- 2013 — The Snow Goose (перезаписанная версия альбома 1975 г.)

### Концертные альбомы
- 1978 — A Live Record
- 1984 — Pressure Points
- 1992 — On The Road 1972
- 1993 — Never Let Go
- 1994 — On The Road 1982
- 1997 — On The Road 1981
- 1997 — Coming of Age
- 2000 — Gods of Light '73-'75
- 2001 — The Paris Collection[13]
- 2020 — Live at the Royal Albert Hall (двойной, запись концерта 17 сентября 2018 в Royal Albert Hall в Лондоне)

### Сборники
- 1981 — Chameleon — The Best of Camel
- 1986 — A Compact Compilation
- 1986 — The Collection
- 1991 — Landscapes
- 1993 — Echoes: The Retrospective
- 1997 — Master Series
- 2001 — Lunar Sea
- 2011 — Rainbow’s End: an Anthology

### Синглы
- 1973 — Never Let Go / Curiosity
- 1975 — Flight of the Snow Goose / Rhayader
- 1975 — The Snow Goose / Freefall
- 1976 — Another Night / Lunar Sea (живьём)
- 1977 — Highways of the Sun / Tell Me
- 1978 — Breathless (Sin Respiracion) / Rainbows End (Испания)
- 1979 — Your Love is Stranger Then Mine / Neon Magic
- 1979 — Remote Romance / Rainbows End / Tell Me
- 1981 — Lies (Дания)
- 1982 — No Easy Answer / Heroes (Канада)
- 1982 — Selva (Дания)
- 1984 — Long Goodbyes / Metrognome (Германия)
- 1984 — Cloak and Dagger Man / Pressure Points
- 1984 — Berlin Occidental (West Berlin) (Stereo Version / Mono Version) (Мексика)

### DVD
- 2002 — Coming of Age (концерт 13 марта 1997 в Billboard в Лос-Анджелесе, США)
- 2003 — Pressure Points (концерт 11 мая 1984 в Hammersmith Odeon в Лондоне, Великобритания)
- 2003 — Curriculum Vitae
- 2004 — Footage
- 2005 — Footage II
- 2007 — Total Pressure (полная версия концерта Pressure Points 1984 года)
- 2007 — Moondances (концерты 14 апреля 1976 в Hammersmith Odeon и 22 сентября 1977 в Hippodrome в Лондоне)
- 2010 — The Opening Farewell (концерт 26 июня 2003 в The Catalyst в Санта-Круз, США)
- 2014 — In from the Cold (концерт 28 октября 2013 в Barbican Centre в Лондоне)
- 2017 — Ichigo Ichie: Live in Japan (концерт в мае 2016 в EX Theatre в квартале Роппонги в Токио)
- 2019 — Live at The Royal Albert Hall (концерт 17 сентября 2018 в Royal Albert Hall в Лондоне)

### Любимые альбомы Эндрю Латимера
В интервью с Клеменсом Стинвигом (англ. Clemens Steenweg) 19 октября 2003 года в Нидерландах, во время тура The Last Farewell Tour Латимер признаёт любимыми или значимыми для него следующие альбомы:
- The Snow Goose (1975) как наиболее значимый в жизни группы;
- Moonmadness (1976) за его звучание;
- Dust and Dreams (1991), потому что это был первый альбом на независимой звукозаписывающей компании Camel Productions;
- Harbour of Tears (1996) — любимый альбом, потому что его Эндрю Латимер посвятил умершему отцу.

## Интересные факты и шутки
- Чем отличаются концерты Camel от концертов Pink Floyd? На концертах Pink Floyd все фанаты знают всех музыкантов поимённо, а на концертах Camel — музыканты фанатов. Оригинал:

What’s the difference between a Pink Floyd and a Camel gig? In a Pink Floyd gig, all the fans know the names of each musician on the stage. In a Camel gig, all the musicians know the names of each fan!
- В туре The Breathless Tour коллектив Camel состоял из 6 человек, из которых трое (Ричард Синклер, Дейв Синклер и Ян Шелхаас) были в прошлом музыкантами прог-рок-группы Caravan. Во время одной из поездок Латимер обронил: «В один момент я подумал о переименовании группы в Caramel!» (англ. "At one stage I did think of calling the band Caramel!")[14]
- Микаэль Окерфельдт из прог-метал-группы Opeth признаёт, что Camel оказал на него большое музыкальное влияние, а также то, что вступление в его песне «Benighted» (Still Life, 1999) с некоторыми изменениями заимствовано из песни Camel «Never Let Go» (Camel, 1973).
- История группы Llama (пародия на группу Camel)